# 聖伊莎貝爾 (科羅拉多州)
聖伊莎貝爾（英語：San Isabel）是位於美國科羅拉多州卡斯特縣的一個非建制地區。該地的面積和人口皆未知。

## 地理
聖伊莎貝爾的座標為37°59′15″N 105°03′16″W / 37.98750°N 105.05444°W，而該地的平均海拔高度為2595米（即8514英尺）。